# Marmelade (Stadt)
Marmelade (Haitianisch-Kreolisch: Mamlad) ist eine Stadt im Département Artibonite im Norden Haitis mit etwa 7700 Einwohnern (Stand 2009). Die Gemeinde insgesamt hat etwa 34.700 Bewohner. Der Ort liegt 32 km südlich der Hafenstadt Cap-Haïtien. Marmelade liegt auf einer Höhe zwischen 600 und 1200 Metern in Haitis wasserreicher Bergregion Massif du Nord. Der Wasserreichtum ist bedingt durch Quellen und eine durchschnittliche jährliche Niederschlagsmenge von 2500 mm.
Wichtigstes Ernte- und Exportprodukt der Stadt ist der Kaffee – es gibt dort rund 3000 Kaffeebauern. Der Kaffeeanbau wurde bereits vor über 270 Jahren eingeführt. Weiterhin wird viel Gemüse angebaut, hauptsächlich Bohnen und Maniok. Unter René Préval wurde in der Region im Rahmen eines Aufforstungsprogramms der Anbau von Bambus massiv gefördert und eine Fabrik zur Herstellung von Bambusmöbeln gegründet.
Marmelade ist der Heimatort des ehemaligen haitianischen Präsidenten René Préval. Nach offiziellen Angaben soll er jedoch in Port-au-Prince geboren sein.